# Maria Petrelli
Maria Petrelli, geboren als Maria Philomenia Cornelia Belderink (Amsterdam, 2 juli 1905 - Amsterdam, 11 juni 1967), was een Nederlands danseres, actrice en cabaretière.
Belderink, geboren in het Amsterdamse Onze Lieve Vrouwe Gasthuis, was dochter van danseres Hendrika Johanna Belderink en werd in 1920 gewettigd door het huwelijk met danser Jesus Roiz/Ruiz Gutierrez. Hij werd geboren in San Vicente de la Barquera en wijzigde zijn naam in Cesar Petrelli toen hij in het Petrelli Circus ging werken. De binding met haar ouders was kennelijk niet hecht; in 1930 liet ze een oproep plaatsen in De Amsterdammer. Zelf trouwde ze in 1930 met Johan Sybo Sjollema van wie ze in 1936 scheidde. In 1940 hertrouwde ze met arts Jaap Clinge Doorenbos, die zelf haar overlijden onderzocht. Hij was broer van Hens Clinge Doorenbos. 
Leermeesters van haar waren te vinden in Algiers en Parijs, bijvoorbeeld Juan Martinez en Olga Preobrajenska. Haar loopbaan binnen de danswereld verliep niet gladjes. Eenmaal in Amsterdam had ze nog allerlei baantjes voordat het dansen haar weer te pakken kreeg onder leiding van Juanito Garcia. Haar naam dook voor het eerst op in 1929 wanneer ze in het Muzieklyceum Amsterdam optrad in het kader van een avond van "Nederlandsche danskunst". Na de pauze trad Florrie Rodrigo op. Een aantal jaren later verbond ze zich aan het "Dansgezelschap Mogroby" (van Maja Mogroby) in de Princesse Schouwburg in Den Haag. Ook danste ze in Het Nederlandsch Ballet van Lili Green, een van haar leraren en in diverse revues.
Zelf gaf ze na de Tweede Wereldoorlog dansles in haar eigen dansschool aan Prinsengracht 705, ze was gespecialiseerd in Spaanse dansen. Onder haar leerlingen bevonden zich Eva Baas en Rosemary Rooskens, later docent aan het Tilburg Conservatorium (Fontys Academy of the Arts). Haar docent Juanito Garcia kwam er in 1960 een masterclass geven. Ook stond ze op de planken bij De Nederlandse Comedie en stond als zodanig in opvoeringen naast Johan Schmitz, Han Bentz en Ko van Dijk
Petrelli werd vlak na haar eerste optreden geportretteerd door H. Koolen. Ook Kees Verwey maakte een portret van haar en uiteraard haar eerste man. Petrelli werd op 15 juni 1967 begraven op de Begraafplaats Buitenveldert.